# Ребекка з ферми Саннібрук (фільм, 1917)
Ребекка з ферми Саннібрук (англ. Rebecca of Sunnybrook Farm) — американська кінокомедія режисера Маршалла Нейлана 1917 року.

## Сюжет
У Ханни Ренделл семеро дітей. Щоб полегшити цю ношу, її сестри, старі діви Міранда і Емма, забирають її дочку Ребекку до себе на виховання. Однак дівчинка настільки докучає їм своїми витівками, що потім строгі тітки відправляють її в інтернат. Але проходить час і Ребекка знаходить щастя: перетворившись на молоду дівчину, вона підкорює серце багатого молодого хлопця Адама Ледда.

## У ролях
- Мері Пікфорд — Ребекка Ренделл
- Юджин О'Брайєн — Адам Ледд
- Хелен Джером Едді — Ханна Ренделл
- Чарлз Стентон Огл — містер Кобб
- Марджорі Доу — Емма-Джейн Перкінс
- Майме Келсо — Джейн Сойєр
- Джейн Вульф — місіс Ренделл
- Жозефін Кроуелл — Міранда Сойєр
- Джек МакДональд — преподобний Джонатан Смеллі
- Віолет Вілкі — Мінні Смеллі